# Избори за Съвета за сигурност на ООН (2002)
Изборите за Съвета за сигурност на ООН през 2002 г. са проведени на 27 септември по време на 57-а годишна сесия на Общото събрание на ООН в централата на Организацията на обединените нации в Ню Йорк.
За непостоянни членове на Съвета за сигурност на ООН са избрани Ангола, Пакистан, Чили, Германия и Испания. Мандатът на членството им е 2 години, считано от 1 януари следващата 2003 г.
В съответствие с установените правила за географско разпределение на непостоянните членове на Съвета за сигурност са избрани:
- 2 страни членки от група „Западна Европа и други“ (Германия и Испания заменят Ирландия и Норвегия),
- 1 страна членка от група „Латинска Америка и Кариби“ (Чили заменя Колумбия),
- 1 страна членка от група „Африка“ (Ангола заменя Мавриций),
- 1 страна членка от група „Азия“ (Пакистан заменя Сингапур).

Участват само 5 страни кандидати за 5 места, никоя кандидатура не е оспорена.